# Clypeaster aloysioi
Clypeaster aloysioi is een zee-egel uit de familie Clypeasteridae.
De wetenschappelijke naam van de soort werd in 1959 gepubliceerd door I.M. Brito.